# Malá nad Hronom
Malá nad Hronom est une commune du district de Nové Zámky, dans la région de Nitra, en Slovaquie.

## Histoire
La première mention écrite du village date de 1523.
La localité fut annexée par la Hongrie après le premier arbitrage de Vienne le 2 novembre 1938. En 1938, on comptait 674 habitants dont 3 d'origine juive. Elle faisait partie du district de Szob (hongrois : Szobi járás). Le nom de la localité avant la Seconde Guerre mondiale était Kičind/Kicsind. Durant la période 1938 - 1945, le nom hongrois Kicsind était d'usage. À la libération, la commune a été réintégrée dans la Tchécoslovaquie reconstituée.

## Démographie

### Évolution de la population
| Année:               | 1994. | 2004.   | 2014.   | 2024.   |
| -------------------- | ----- | ------- | ------- | ------- |
| Nombre de personnes: | 421   | 409     | 373     | 381     |
| Différence:          |       | -2,85 % | -8,80 % | +2,14 % |

| Année:               | 2023. | 2024.   |
| -------------------- | ----- | ------- |
| Nombre de personnes: | 384   | 381     |
| Différence:          |       | -0,78 % |